# Елвін Гансен
Елвін Гарві Гансен (англ. Alvin Harvey Hansen) 23 серпня 1887, Віборг, Південна Дакота, США - 6 червня 1975, Александрія, Вірджинія, США — американський економіст, представник неокейнсіанського напряму в економічній науці. Його часто називають «американським Кейнсом». Був професором економіки в Гарвардському університеті, а також впливовим радником в уряді, допоміг створити Раду економічних консультантів та систему соціального захисту. Він відомий тим, що запровадив кейнсіанську економіку в господарську практику США в 1930-х роках.

## Біографія
Елвін Гансен народився у Віборзі, Південна Дакота, 23 серпня 1887 року, син Нільса Гансена, фермера, і Марі Бергітти Нільсен. Закінчив сусідній Янктонський коледж (закритий у 1984 р.) у 1910 р. за спеціальністю англійська мова. Після цього він поступив до Університету Вісконсін-Медісон у 1913 р., де вивчав економіку під керівництвом Річарда Елі та Джона Р. Коммонса, від яких він навчився використовувати свої економічні знання для вирішення нагальних соціальних проблем. Після закінчення наукової роботи Е. Гансен отримав ступінь PhD у 1916 році. Гансен одружився з Мейбл Льюїс. У них було двоє дітей. Помер Е. Гансен 6 червня 1975 року.

## Теорії
Його найпомітніший внесок в економічну теорію — спільна розробка з Джоном Гіксом так званої моделі IS — LM, також відома як «синтез Гікса — Гансена». Діаграма IS — LM показує залежність між кривою інвестицій — заощадження (IS) та кривою переваги ліквідності — грошовою масою (LM). Вона використовується в літературі та підручниках з економічної тематики, щоб проілюструвати, як грошова та фіскальна політика може впливати на ВВП.
Книга Гансена 1938 року, «Повне відновлення або застій», на основі загальної теорії Кейнса, представляє свою тезу щодо того, що зростання і зайнятість застійні, якщо не існує економічного втручання держави для стимулювання попиту.
Гансен кілька разів представляв до Конгресу США докази, які заперечують використання безробіття як основного засобу боротьби з інфляцією. Натомість він виступає за те, щоб інфляцію можна було контролювати за допомогою зміни процентних та податкових ставок, а також контролю за цінами та заробітною платою.
Останнім часом теорії економічного застою стали більше асоціюватися з ідеями Гансена, ніж з ідеями Кейнса.

### Кейнсіанство
У своєму огляді «Загальної теорії зайнятості, відсотків та грошей» Гансен скептично ставився до пропозицій Джона Мейнара Кейнса, але до грудня 1938 р. у своєму президентському зверненні до Американської економічної асоціації він фактично прийняв кейнсіанські рецепти потреби державного втручання в економіку в періоди економічного спаду. У 1937 році Е. Гансен переходить у Гарвард. Його відомий семінар з питань фіскальної політики почав надихати його послідовників та аспірантів, таких як Пол Самуельсон та Джеймс Тобін (обидва вони здобули пізніше Нобелівську економіку з економіки) для подальшого розвитку та популяризації кейнсіанської моделі економіки. Книга Гансена 1941 року, «Фіскальна політика та бізнес-цикли» (англ. Fiscal Policy and Business Cycles), була першою великою роботою в США, яка повністю підтримала аналіз Кейнса щодо причин Великої депресії. Гансен використав цей аналіз, щоб аргументувати бюджетний дефіцит.

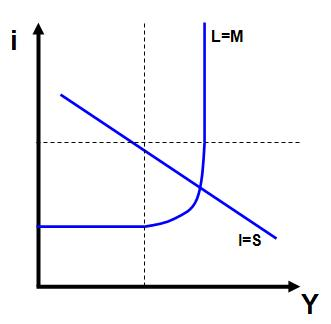
Модель IS — LM, що відображає відсоткові ставки (i) по осі y та національний дохід чи виробництво (Y) на осі x

Найвагомішим внеском Гансена в економіку був спільний розвиток ним та Джона Гікса моделі IS-LM, також відомий як «синтез Гікса-Гансена». Модель графічно представляє криву інвестицій-заощаджень (IS) та криву ліквідності-грошової маси (LM) як ілюстрацію того, як фіскальна та грошова політика можуть бути використані для зміни національного доходу.
Книга Гансена 1938 року, «Повне відновлення або застій» (англ. Full Recovery or Stagnation), базувалася на кейнсіанських ідеях і була розширеним аргументом, що існуватиме довготривала стагнація зайнятості без втручання з боку попиту.
Пол Самуельсон був найвідомішим учнем Гансена. Самуельсон вважав, що праця «Повне відновлення або застій» Гансена (1938) стала головним рушієм побудови його відомої моделі мультиплікатора-акселератора 1939 року. Лісон (1997) показує, що, хоча Гансен і Самнер Сліхтер продовжували вважатися провідними представниками кейнсіанської економіки, їх поступова відмова від зобов'язання щодо стабільності цін посприяла розвитку кейнсіанства у напрямку, що суперечив базовим позиціям самого Кейнса.

### Застій

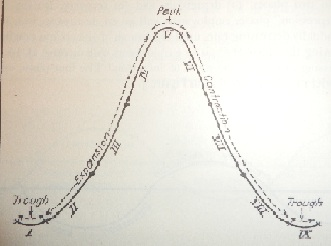

Наприкінці 1930-х Гансен стверджував, що «світська стагнація» настала, американська економіка більше ніколи не зростатиме так швидко, як раніше тому, що всі фактори такого зростання, включаючи технологічні інновації та приріст населення, себе вже вичерпали. Єдиним рішенням, зазначав він, було постійне масштабне дефіцитне фінансування росту економіки федеральним урядом.
Теза була дуже суперечливою, тому такі критики, як Джордж Терборг та ін., атакували Гансена і називали його песимістом. Гансен відповів, що «світська стагнація» — лише інша назва рівноваги Кейнса щодо неповної зайнятості. Однак стійке економічне зростання, починаючи з 1940 року, підривало передбачення Гансена та його модель застою було забуто.

### Економічні цикли
Одним з найважливіших вкладів в економічну теорію Елвіна Гансена є його розвиток теорії економічних циклів. У своїй книзі «Бізнес-цикли та національний дохід» (англ. Business Cycles and National Income) він визначає цикл як коливання: зайнятості, обсягу виробництва та цін. Цикл розділений на дві фази: розширення (зростання), що проходить від початку до піку; і скорочення, що простягається від вершини до початку.
Для Гансена існують стабільні та нестабільні економічні цикли. Нестабільність є результатом структурного зміщенням через зовнішні шоки і удари. Гансен стверджує, що аналіз ділового циклу повинен враховувати технічний прогрес, грошовий ринок та очікування.